# Fonds éthique
On nomme fonds éthique un placement dont le profil exclut les activités qui ne semblent pas conformes à une ou plusieurs notions morales, pouvant dépendre elles-mêmes de la culture considérée. Bien que l'idée ait été concrétisée dès les années 1920, c'est depuis la fin des années 1980 qu'elle commence à prendre un peu plus d'ampleur, et son plein essor commence en 2003 parallèlement à la notion d'investissement socialement responsable, représentant 8,8 milliards d'euros en 2006.